# Saison 1 de Private Practice
Chronologie
Saison 2
Cet article présente le guide des épisodes de la première saison du feuilleton télévisé Private Practice.
À la suite de la Grève de la Writers Guild of America de 2007, la saison ne comporte que neuf épisodes.

## Distribution de la saison

### Acteurs principaux
- Kate Walsh (VF : Anne Deleuze) : Addison Montgomery (9/9)
- Tim Daly (VF: Bruno Choël) : Pete Wilder (9/9)
- Audra McDonald (VF: Isabelle Ganz) : Naomi Bennett (9/9)
- Paul Adelstein (VF: Boris Rehlinger) : Cooper Freedman (9/9)
- KaDee Strickland (VF: Laurence Bréheret) : Charlotte King (8/9)
- Chris Lowell (VF: Jonathan Amram) : William « Dell » Parker (9/9)
- Taye Diggs (VF: Bruno Dubernat) : Sam Bennett (9/9)
- Amy Brenneman (VF: Veronique Augereau) : Violet Turner (9/9)

## Épisodes

### Épisode 1:Une nouvelle vie
- États-Unis /  Canada : 26 septembre 2007 sur ABC / CTV
- Suisse : 14 mai 2008 sur TSR1
- Belgique : 6 juillet 2008 sur RTL-TVI
- Québec : 1er juin 2009 sur TQS
- France : 20 juin 2011 sur France 2

- États-Unis : 14,24 millions de téléspectateurs
- France : 3,66 millions de téléspectateurs[1]

- Rebecca Mader (Leslie)
- James Pickens Jr. (Richard Webber)
- Bruce Nozick (Bill Henderson)
- Stacy Edwards (Maria Wilson)
- Marcella Lentz-Pope (Lucy Henderson)

### Épisode 2:Échange non standard
- États-Unis /  Canada : 3 octobre 2007 sur ABC / CTV
- Suisse : 21 mai 2008 sur TSR1
- Belgique : 6 juillet 2008 sur RTL-TVI
- Québec : 8 juin 2009 sur TQS
- France : 20 juin 2011 sur France 2

- États-Unis : 12,29 millions de téléspectateurs
- France : 3,38 millions de téléspectateurs[1]

- Dorian Harewood (Duncan Stinson)
- Sean O'Bryan (Dave Walker)
- Barbara Eve Harris (Melinda Stinson)
- Jean Sincere (Gloria Walker)
- Susan Kelechi Watson (Beth)
- Elimu Nelson (Greg O'Brien)

### Épisode 3:Des bleus à l'âme
- États-Unis /  Canada : 10 octobre 2007 sur ABC / CTV
- Suisse : 28 mai 2008 sur TSR1
- Belgique : 13 juillet 2008 sur RTL-TVI
- Québec : 15 juin 2009 sur TQS
- France : 27 juin 2011 sur France 2

- États-Unis : 12,21 millions de téléspectateurs
- France : 2,73 millions de téléspectateurs[2]

- Molly Hagan (Karen Adams)
- Andy Milder (Doug Adams)
- Nina Siemaszko (Kathleen)
- Stacey Travis (Paige Merring)
- Christopher Wiehl (Jeffrey)
- Karley Scott Collins (Erin)

### Épisode 4:Devine qui vient dîner
- États-Unis /  Canada : 17 octobre 2007 sur ABC / CTV
- Suisse : 4 juin 2008 sur TSR1
- Belgique : 13 juillet 2008 sur RTL-TVI
- Québec : 22 juin 2009 sur TQS
- France : 27 juin 2011 sur France 2

- États-Unis : 11,81 millions de téléspectateurs
- France : 2,5 millions de téléspectateurs[2]

- Debra Mooney (Sylvie)
- George Coe (Stan)
- Mageina Tovah (Rebecca Hobart)
- Dinah Lenney (Mme Hobart)
- Parisa Fitz-Henley (Cami Davis)
- Miles Heizer (Michael)
- Allen Lulu (Louis)

### Épisode 5:Les Fantasmes d'Addison
- États-Unis /  Canada : 24 octobre 2007 sur ABC / CTV
- Suisse : 11 juin 2008 sur TSR1
- Belgique : 20 juillet 2008 sur RTL-TVI
- Québec : 29 juin 2009 sur TQS
- France : 27 juin 2011 sur France 2

- États-Unis : 11,91 millions de téléspectateurs
- France : 2,8 millions de téléspectateurs[2]

- Gordon Clapp (Mike)
- Brett Cullen (Allan)
- David Newsom (en) (John Burton)
- Amy Stewart (Beth Burton)
- Sydelle Noel (Nicole Clemons)
- Hannah Marks (Ruby)

### Épisode 6:Le Grand Sommeil
- États-Unis /  Canada : 31 octobre 2007 sur ABC / CTV
- Suisse : 18 juin 2008 sur TSR1
- Belgique : 20 juillet 2008 sur RTL-TVI
- Québec : 6 juillet 2009 sur TQS
- France : 4 juillet 2011 sur France 2

- États-Unis : 11,34 millions de téléspectateurs
- France : 3,17 millions de téléspectateurs[3]

- Bellamy Young (Kathy)
- Holliston Coleman (Tess Sullivan)
- Kimberly Elise (Angie Paget)
- Valerie Mahaffey (Marilyn Sullivan)
- Elizabeth Penn Payne (Le Juge)
- Corey Reynolds (Ray)

### Épisode 7:Rendez-vous ratés
- États-Unis /  Canada : 14 novembre 2007 sur ABC / CTV
- Suisse : 25 juin 2008 sur TSR1
- Belgique : 27 juillet 2008 sur RTL-TVI
- Québec : 13 juillet 2009 sur TQS
- France : 4 juillet 2011 sur France 2

- États-Unis : 11,45 millions de téléspectateurs
- France : 2,9 millions de téléspectateurs[3]

- David Sutcliffe (Kevin Nelson)
- Sara Gilbert (Kelly)
- Sprague Grayden (Susan McCullough)
- Elden Henson (Damon)
- Jayden Lund (Patrick)
- Daniel Polo (Malcolm)
- Stacy Reed (Sara)
- Rusty Schwimmer (Ashley)

### Épisode 8:Péché mortel
- États-Unis /  Canada : 21 novembre 2007 sur ABC / CTV
- Suisse : 2 juillet 2008 sur TSR1
- Belgique : 27 juillet 2008 sur RTL-TVI
- Québec : 20 juillet 2009 sur TQS
- France : 4 juillet 2011 sur France 2

- États-Unis : 8,44 millions de téléspectateurs
- France : 3 millions de téléspectateurs[3]

- Bellamy Young (Kathy)
- Marsha Clark (Sœur Virginia)
- Tom Irwin (Père Mark)
- Joy Lauren (Darcy)
- Josh Randall (Carl)

### Épisode 9:K.O debout
- États-Unis /  Canada : 5 décembre 2007 sur ABC / CTV
- Suisse : 9 juillet 2008 sur TSR1
- Belgique : 27 juillet 2008 sur RTL-TVI
- Québec : 27 juillet 2009 sur TQS
- France : 11 juillet 2011 sur France 2

- États-Unis : 10,36 millions de téléspectateurs
- France : 2,59 millions de téléspectateurs[4]

- David Sutcliffe (Kevin Nelson)
- Geoffrey Blake (Jack Grossman)
- Darren Keefe (Mark)
- Bunny Levine (La vieille dame)
- George Segal (Le grand-père de Dell)
- Nina Siemaszko (Kathleen)

## Audiences

### Audiences aux États-Unis
| Épisode | Titre en Français       | Titre original                                            | Chaîne | Date de diffusion originale | Audiences | Pdm sur les 18-49 ans |
| ------- | ----------------------- | --------------------------------------------------------- | ------ | --------------------------- | --------- | --------------------- |
| 1x01    | Une nouvelle vie        | In Which We Meet Addison, a Nice Girl From Somewhere Else | ABC    | 26 septembre 2007           | 14.41     | 5.2/13                |
| 1x02    | Échange non standard    | In Which Sam Receives an Unexpected Visitor               | ABC    | 3 octobre 2007              | 12.30     | 4.3/13                |
| 1x03    | Des bleus à l'âme       | In Which Addison Finds the Magic                          | ABC    | 10 octobre 2007             | 12.40     | 4.8/12                |
| 1x04    | Devine qui vient dîner  | In Which Addison Has a Very Casual Get Together           | ABC    | 17 octobre 2007             | 11.81     | 4.3/11                |
| 1x05    | Les fantasmes d'Addison | In Which Addison Finds a Showerhead                       | ABC    | 24 octobre 2007             | 11.77     | 4.11/5                |
| 1x06    | Le grand sommeil        | In Which Charlotte Goes Down the Rabbit Hole              | ABC    | 31 octobre 2007             | 11.21     | 3.8/10                |
| 1x07    | Rendez-vous ratés       | In Which Sam Gets Taken For a Ride                        | ABC    | 14 novembre 2007            | 11.45     | 4.2/10                |
| 1x08    | Péché mortel            | In Which Cooper Finds a Port In His Storm                 | ABC    | 21 novembre 2007            | 8.44      | 2.6/8                 |
| 1x09    | K.O debout              | In Which Dell Finds His Fight                             | ABC    | 5 décembre 2007             | 10.36     | 3.8/11                |

### Audiences en France
| Épisode | Titre en Français       | Titre original                                            | Chaîne   | Date de diffusion originale | Audiences | Part d’audiences globales |
| ------- | ----------------------- | --------------------------------------------------------- | -------- | --------------------------- | --------- | ------------------------- |
| 1x01    | Une nouvelle vie        | In Which We Meet Addison, a Nice Girl From Somewhere Else | France 2 | 20 juin 2011                | 3.66      | 14,2 %                    |
| 1x02    | Échange non standard    | In Which Sam Receives an Unexpected Visitor               | France 2 | 20 juin 2011                | 3.38      | 13,2 %                    |
| 1x03    | Des bleus à l'âme       | In Which Addison Finds the Magic                          | France 2 | 27 juin 2011                | 2.72      | 11,2 %                    |
| 1x04    | Devine qui vient dîner  | In Which Addison Has a Very Casual Get Together           | France 2 | 27 juin 2011                | 2.51      | 10,3 %                    |
| 1x05    | Les fantasmes d'Addison | In Which Addison Finds a Showerhead                       | France 2 | 27 juin 2011                | 2.80      | 13,2 %                    |
| 1x06    | Le grand sommeil        | In Which Charlotte Goes Down the Rabbit Hole              | France 2 | 4 juillet 2011              | 3.17      | 13,2 %                    |
| 1x07    | Rendez-vous ratés       | In Which Sam Gets Taken For a Ride                        | France 2 | 4 juillet 2011              | 2.90      | 11,6 %                    |
| 1x08    | Péché mortel            | In Which Cooper Finds a Port In His Storm                 | France 2 | 4 juillet 2011              | 3.00      | 12,7 %                    |
| 1x09    | K.O debout              | In Which Dell Finds His Fight                             | France 2 | 11 juillet 2011             | 2.59      | 11,3 %                    |